# پنتا اریتریتول
پنتا اریتریتول (به انگلیسی: Pentaerythritol) با فرمول شیمیایی C5H12O4 یک ترکیب شیمیایی با شناسه پاب‌کم 66460 است. که جرم مولی آن ۱۳۶٫۱۵ گرم بر مول می‌باشد. شکل ظاهری این ترکیب، جامد سفید است.